# Cambie Bridge
Die Cambie Bridge (gelegentlich auch Cambie Street Bridge) ist eine Kastenträgerbrücke aus Spannbeton in Vancouver in der kanadischen Provinz British Columbia. Sie überspannt als eine von drei Brücken, südöstlich der Granville Street Bridge und der Burrard Street Bridge, den False Creek. Sie verbindet dabei die Stadtteile Mount Pleasant und Downtown Vancouver miteinander.
Über die Brücke führt eine der städtischen Buslinien von TransLink.

## Geschichte
Die im Jahr 1985 freigegebene Brücke ist die dritte Brücke an dieser Stelle. Die erste Holzbrücke an dieser Stelle wurde im Jahr 1891 eröffnet und im Jahr 1911 durch einen hauptsächlich stählernen Neubau eröffnet.
Die 1911 erbaute Brücke war im Mittelteil als Drehbrücke ausgelegt um Schiffsverkehr in den hinteren Teil der Bucht zu ermöglichen und führte nach einem Besuch von Arthur, 1. Duke of Connaught and Strathearn, zu der Zeit Generalgouverneur von Kanada, ab dem 20. September 1912 den Namen Connaught Bridge. Während des Ersten Weltkrieges erfolgte am 29. April 1915 auf die Brücke ein Brandanschlag, für den später vier deutsche Bürger verhaften wurden. Nach dem Brand stürzten Teile der Brücke ein und mussten erneuert werden.
Die neue, aktuelle Brücke wurde 1983–1985 mit sechs Fahrstreifen für den Kraftfahrverkehr erbaut und am 8. Dezember 1985 offiziell für den Verkehr freigegeben. Da die neue Brücke eine höhere Durchfahrtshöhe hatte als die vorherige Brücke, wurde sie nicht mehr als bewegliche Brücke ausgeführt. Auf beiden Seiten der Brücke befinden sich Fußgängerwege, die durch Betonbarrieren vom Kraftfahrzeugverkehr getrennt sind. Am 17. Januar 2018 kündigte die Stadt an, eine Autospur zu entfernen und sie als Radweg zu verwenden. Eine Untersuchung hatte ergeben, dass der Fahrradverkehr über die Brücke sich zwischen 2010 und 2017 nahezu verdoppelt hatte. Der Radweg wurde nach rund dreiwöchiger Bauzeit offiziell am 25. Juni 2018 eröffnet. Der neue Radweg erstreckt sich über die gesamte Breite des westlichsten Fahrstreifens des Brückendecks, wodurch die Kapazität für Fahrzeuge in Richtung Süden von drei auf zwei Fahrspuren reduziert wird.

## Trivia
Die Strecken des jährlichen Vancouver-Marathon und des Vancouver Sun Run führen regelmäßig über die Brücke.